# Pheidole xanthocnemis
Pheidole xanthocnemis är en myrart som beskrevs av Carlo Emery 1914. Pheidole xanthocnemis ingår i släktet Pheidole och familjen myror. Inga underarter finns listade i Catalogue of Life.